# Алена Саїлі
Алена Саїлі (англ. Alena Saili) — новозеландська регбістка, що спеціалізується на регбі-7, дворазова  олімпійська чемпіонка, чемпіонка та медалістка Ігор Співдружності, призерка чемпіонатів світу з регбі-7. 
Першу золоту олімпійську медаль та звання олімпійської чемпіонки Саїлі виборола на Токійській олімпіаді 2021 року в складі збірної Нової Зеландії з регбі-7, другу — на Паризькій олімпіаді 2024 року.